# Sierra Aránzazu
El Sierra Aránzazu fue un buque mercante de bandera española. El domingo 13 de septiembre de 1964 sufrió un ataque terrorista mientras navegaba a unos 130 km al noreste de la isla de Cuba por aguas del canal de Las Bahamas perpetrado por el Movimiento de Recuperación Revolucionaria (MRR), de carácter anticastrista y financiado y entrenado por la CIA, y que costó la vida a tres de los miembros de la tripulación, incluyendo el capitán.

## Historia
El Sierra Aránzazu fue el segundo de los tres buques de carga construidos por los Astilleros Corcho de Santander, tras el Sierra Andia, primero de la serie. Fue botado en 1964 para la naviera Marítima del Norte, que lo registró inicialmente en el Puerto de Santander para hacerlo poco después en el de Bilbao.

### Ataque terrorista
El 13 de septiembre de 1964 el Sierra Aránzazu navegaba en el que era su cuarto viaje por el canal de Las Bahamas, en el Mar Caribe a unas cien millas al noreste de Guantánamo, rumbo al puerto de La Habana. Transportaba un cargamento variado de alimentos, material textil, material agrícola, juguetes y otras mercancías. El gobierno español del General Francisco Franco mantenía abierto el comercio con Cuba a pesar del embargo de Estados Unidos y las críticas de los movimientos anticastristas.
La naviera Compañía del Norte, propietaria del Sierra Aránzazu, comenzó a explotar la actividad comercial entre ambos países en los primeros años de la Revolución Cubana.
En torno a las 13:00 horas del 13 de septiembre, un avión de patrulla marítima de la Guardia Costera de Estados Unidos sobrevoló el carguero español en varias ocasiones a muy baja altura.
Varias horas después, a las 19:50, una lancha se acercó al carguero desde popa iluminando su matrícula. Apenas 10 minutos más tarde, dos lanchas interceptaron por cada costado al Sierra Aránzazu iniciando el ataque con fuego de ametralladora y algún disparo de cañón de 20 y 40 mm.
En apenas 4 minutos fue atacado el puente de mando y los camarotes de la tripulación, en un intento por masacrar a los tripulantes del carguero y evitar cualquier llamada de socorro. El carguero sufrió un incendio en un depósito de gasoil y el capitán, herido de gravedad por los disparos, ordenó realizar una llamada de emergencia y abandonar el buque.
El intento de la tripulación de lanzar al agua uno de los dos botes salvavidas fue respondido por los agresores con fuego de ametralladora, lo que causó heridas graves a un miembro de la tripulación.
Los veinte tripulantes del Sierra Aránzazu consiguieron por fin abandonar la nave y ponerse a salvo. Los atacantes iluminaron el bote mientras se alejaba pero sin atacarlo. En cambio, el Sierra Aránzazu, ya sin nadie a bordo, fue atacado durante 10 minutos más.
Los supervivientes permanecieron doce horas a la intemperie hasta ser rescatados, tiempo durante el cual fallecieron el capitán y el tercer maquinista como consecuencia de las graves heridas. En dos ocasiones en el transcurso de la noche se escuchó aproximarse una lancha, pero los supervivientes, debido a la oscuridad, no pudieron determinar su naturaleza.
El carguero neerlandés P. G. Thulin, que se había aproximado al Sierra Aránzazu tras ver las llamas del incendio que todavía afectaba al carguero español, comenzó las labores de búsqueda con las primeras luces de la mañana y en coordinación con un avión de la Guardia Costera de los Estados Unidos. El rescate efectuado por el P. G. Thulin se produjo en torno a las 10 de la mañana después de que el avión de reconocimiento señalara la posición del bote.
El segundo oficial falleció a bordo del buque rescatador por las heridas sufridas. Los supervivientes, entre los que había varios heridos, y los cuerpos de los fallecidos fueron desembarcados en Matthew Town (Inagua, Bahamas). Pasaron pocas horas hasta que fueron llevados a la Base Naval de la Bahía de Guantánamo (Territorio cubano ocupado por Estados Unidos) por un avión de la Armada de los Estados Unidos y el día 15 a Puerto Rico (Colonia de Estados Unidos) desde donde fueron finalmente repatriados a España.

#### Víctimas
Como consecuencia del ataque terrorista tres tripulantes del Sierra Aránzazu resultaron muertos:
- Pedro Ibargurengoitia García (n. 1922 en Górliz, Vizcaya), capitán del Sierra Aránzazu, casado y con dos hijos. Empleado de la Marítima del Norte desde 1958.
- Francisco Javier Cabello Fernández (n. 1934), segundo oficial. Soltero. Llevaba unos meses trabajando en la Marítima del Norte.
- José Vaquero Iglesias (n. 1941 en Villablino, León) tercer maquinista. Soltero.

#### Autoría
Inicialmente el gobierno español emitió una nota de protesta ante el gobierno de los Estados Unidos al entender que el ataque se produjo en aguas controladas militarmente por fuerzas de ese país.
En España, al conocerse el atentado, se produjeron protestas frente a la embajada de los Estados Unidos en Madrid y en el consulado de Vigo. A pesar de la enérgica condena inicial y el compromiso de Dean Rusk, Secretario de Estado de los Estados Unidos, para investigar lo sucedido, a nivel diplomático el asunto cayó rápidamente en el olvido sin esclarecer la responsabilidad del atentado.
En un primer momento los grupos armados anticastristas lanzaron el bulo de que fuerzas castristas habían sido responsables del ataque, aunque posteriormente quedó comprometida esa versión al conocerse de la participación de fuerzas del Movimiento de Recuperación Revolucionaria.
El ataque fue autorizado desde Nicaragua por el agente cubano de la CIA, Félix Rodríguez, quien más tarde lo achacó a un "error". Según su versión los atacantes confundieron al Sierra Aránzazu con el Sierra Maestra, el buque insignia de la Marina cubana.

### Actividad posterior
El 14 de septiembre cuatro lanchas torpederas de la Marina de Guerra Revolucionaria (de Cuba) encontraron el Sierra Aránzazu todavía en llamas. Retransmitieron su posición (21°40′N 74°08′O / 21.667, -74.133).
Al amanecer del 15 de septiembre, el remolcador Diez de Octubre, que había zarpado de Santiago de Cuba con la misión de apagar el incendio y remolcar el carguero hacia las costas cubanas, se acercó al Sierra Aránzazu, que continuaba ardiendo.
En un principio su labor se vio obstaculizada por el USCGC Reliance, un patrullero de la Guardia Costera de los Estados Unidos que también se encontraba en el lugar.
Dos aviones caza MIG-17 de la Fuerza Aérea Revolucionaria sobrevolaron el carguero, picaron sobre las naves en señal de saludo y regresaron a su base en Holguín.
Desde el remolcador se pusieron en funcionamiento los cañones de agua para apagar las llamas. Se hizo todo lo posible para arrastrarlo hacia la costa (a 130 km de distancia), a la vez que se seguía combatiendo el fuego. Después se incorporó al rescate otro remolcador cubano, el Macabí. El intenso oleaje impedía las operaciones y en dos ocasiones se partieron los cables del remolque, pero los hombres encargados de la operación continuaron adelante.
A las diez de la mañana del día 16 de septiembre, después de un azaroso viaje, el Sierra Aránzazu, con una escora a babor de unos 10 a 15 grados, quedó fondeado en la bahía de Nipe, muy cerca de la costa, a 3 km del cargadero de azúcar de Preston, a 10 km del puerto de Antilla (en Holguín). Inmediatamente continuaron las labores de salvamento del barco y de la carga. La primera tarea consistió en sofocar definitivamente el incendio, trabajando en medio del humo y el calor. La batalla tomó largas jornadas, y fue tan difícil y riesgosa que varios hombres resultaron lesionados por quemaduras y otros sufrieron de asfixia.
El 19 de septiembre de 1964, en Madrid (España), un millar de personas se concentraron frente a la embajada estadounidense, coreando «¡Asesinos!» y «¡Cuba sí, yanquis no!».
El buque quedó en muy mal estado y hundido por la gran cantidad de agua que había entrado. Se contabilizaron en torno a 800 orificios de bala, recuperando además algunos proyectiles de 30 y 40 mm utilizados en el ataque.
Después de los trabajos de salvamento, que duraron dieciséis días, 
se consiguió reflotarlo. 
Gracias a la gabarra-grúa flotante Bohemia, con capacidad para 30 toneladas, que llegó desde La Habana remolcada por el Cristino Naranjo, se pudieron abrir las escotillas de las bodegas con el fin de achicar el agua y sacar los restos de la carga, tanto la aprovechable (más bien escasa, en torno del 20 por ciento del total) como la que se encontraba completamente perdida. Fue posible salvar parte de las muñecas (juguetes para niños), de los tejidos, del coñac y algunos ajos, y todo el material agrícola. El miércoles 30 de septiembre de 1964 quedaron completados los trabajos de salvamento.
El transbordador cubano Finisterre comenzó su traslado a España. Debido a la actitud beligerante del Gobierno estadounidense, Fidel Castro le solicitó al Gobierno soviético que un submarino nuclear escoltara al convoy hasta pasadas cien millas de la isla de Puerto Rico (colonia de Estados Unidos).
El viaje fue complicado por el mal tiempo durante todo el trayecto y por la escasa potencia del remolcador. A bordo del Sierra Aránzazu iban dos hombres del Finisterre que se encargaban de mantener en funcionamiento un grupo electrógeno provisto por el Gobierno cubano.
Además cuidaban de la iluminación nocturna, del aseguramiento del remolque y del achique del agua que entraba en el interior del mercante. Entre ambos buques siempre había un permanente contacto por radio, salvo algún problema esporádico de comunicación.
Durante el viaje fueron sobrevolados casi diariamente por aviones estadounidenses, que amenazaban con vuelos rasantes.
A veces el Sierra Aránzazu quedaba inclinado hacia proa, y a veces a popa. Fueron muchos días dando tumbos hasta que el 13 de diciembre, a las cinco de la madrugada, se cortó el cable de remolque y el Finisterre perdió al Sierra Aránzazu. Sin visibilidad, con fuerte oleaje y grandes chubascos, el remolcador inició la búsqueda aunque sin disponer de la ayuda del radar, que estaba averiado. Tardaron tres días en encontrarlo.
El 25 de diciembre de 1964 llegaron a Las Palmas (Islas Canarias, España). Por la noche atracaron ambos buques en un muelle del Puerto de La Luz al lado del trasatlántico Queen Mary. Tras varios días en espera de un destino definitivo, donde todo era un rumor tras otro, se confirmó que sería Santander. El 5 de enero de 1965, en pleno viaje a la capital cántabra, resultó gravemente herido en el rostro uno de los marineros del remolcador. La ayuda médica la encontraron en Corcubión, a donde llegaron el 6 de enero a las 7:00 h.
El 9 de enero al mediodía llegaron a Santander (España).
Cuba devolvió el Sierra Aránzazu a la naviera española sin reclamar después el importe de los gastos del traslado, tal y como le hubiera correspondido de acuerdo con el derecho marítimo. El Gobierno de Castro, además, indemnizó inmediatamente a las familias de los tres marinos asesinados por la CIA.
Más tarde, el Gobierno español demandó al Gobierno estadounidense, que obligó a la CIA a indemnizar a España por el valor de un millón de dólares (que en 2015 equivaldrían a ocho millones de dólares).
La reparación del Sierra Aránzazu tuvo lugar en 1965 por espacio de 7 meses, en unos trabajos realizados por los Astilleros de Santander, S. A. y con un coste aproximado de 25 millones de pesetas. En 1967 regresó a los astilleros de Santander para ser reconvertido en un buque frigorífico.
En 1983, la Compañía Marítima del Norte vendió al Sierra Aránzazu y su buque gemelo Sierra Andia al Banco Nacional Pesquero y Portuario (Méjico). En octubre de 1983, el Sierra Aránzazu sufrió un grave accidente estando fondeado en Mazatlán (Méjico) como consecuencia del fuerte oleaje generado por el huracán Tico. El choque contra el rompeolas del puerto ocasionó su hundimiento, lo que le llevó a ser finalmente desguazado.